# Stade olympique de Terrassa
Le Stade olympique de Terrassa est un stade situé à Terrassa, en Catalogne, en Espagne. Il est actuellement utilisé pour les matchs de football et est le stade du Terrassa FC. Le stade peut accueillir 11 500 spectateurs.
Le site a accueilli les compétitions de hockey sur gazon pour les Jeux olympiques d'été de 1992. Construit en 1955, il a été rénové en 1991 pour ces jeux. Il a également été utilisé lors d'un match amical entre l'équipe de Catalogne de football et le Costa Rica le 24 mai 2006, dans laquelle la Catalogne a gagné 2-0.